# Maria Brzeska-Deli
Maria Katarzyna Brzeska-Deli (ur. 1977) – filolog języka polskiego, harcmistrzyni, Naczelniczka Harcerek Związku Harcerstwa Rzeczypospolitej w latach 2008–2012.
Była drużynową 51. Gdyńskiej Gromadzie Zuchowej „Atlantyda”.Była kierowniczką zespołu zuchów przy Wydziale Metodycznym Głównej Kwatery Harcerek ZHR (2002-2007) i komendantką Pomorskiej Chorągwi Harcerek w latach 2004-2006. Po dwóch kadencjach na funkcji Naczelniczki, pełnila funkcję przewodniczącej Komisji Harcmistrzowskiej w latach 2012-2017. Zawodowo menedżer, ekspert ds. public relations i marketingu.

## Odznaczenia
- Srebrny Krzyż Zasługi – 2025[3]